# Intervention de Fontan

Schéma d'un cœur avant et après l'intervention de Fontan.

Pour les articles homonymes, voir Fontan.
L'intervention de Fontan est une intervention de chirurgie cardiaque pédiatrique consistant à connecter l'oreillette droite et l'artère pulmonaire par un tube valvé ou pas, dans certaines cardiopathies congénitales.

## Technique
La technique initiale a été mise au point par Francis Fontan en 1971 pour le traitement des atrésies tricuspides (absence de communication entre l'oreillette droite et le ventricule droit. Elle a été modifiée par la suite en se connectant plutôt sur les veines caves supérieure ou inférieure plutôt que sur l'oreillette droite, permettant la prise en charge de cardiopathies plus complexes, en particulier en cas de cœur univentriculaire.

## Résultats
Les résultats fonctionnels sont bons durant l'enfance mais tendent à se dégrader à l'adolescence ou chez l'adulte. Le shunt veine cave-artère pulmonaire a un meilleur résultat à long terme que le shunt atrium-artère pulmonaire. 

## Complications
La prise en charge ou la prévention des complications d'une intervention de type Fontan a fait l'objet de la publication de recommandations. Celles, américaines, datent de 2018.
La complication la plus fréquente est la survenue d'un épanchement pleural nécessitant un drainage. Une complication tardive est la survenue d'une entéropathie avec perte de protéines, survenant dans un peu moins de 10 % des cas. L'augmentation des résistances pulmonaires est un indicateur de mauvais pronostic. Une moindre tolérance à l'effort peut commencer dès l'adolescence. Il existe un risque tardif de troubles du rythme ventriculaire pouvant se compliquer de mort subite, et de maladies thrombo-emboliques. Une prévention est d'ailleurs recommandée vis-à-vis de ces dernières, plutôt par un anticoagulant oral direct.
La cirrhose, pouvant être compliquée d'un cancer du foie, est une complication très tardive (survenant après plus de dix ans) de l'intervention.

## Statistiques
En 2020, de par le monde, un peu mois de 50 000 personnes vivent ayant eu cette intervention.